# Virāma
Le virāma (sanskrit en devanāgarī : विराम) est un signe indiquant qu'une syllabe se termine par une consonne et se prononce donc sans voyelle inhérente. Ce signe est présent sous différentes formes dans de nombreuses écritures brahmiques.

## Levirāmapar système d’écriture
| Écriture                   | Forme du virāma |
| -------------------------- | --------------- |
| Devanagari                 | ्                |
| Alphasyllabaire bengali    | ্                |
| Alphasyllabaire goudjarati | ્                |
| Alphasyllabaire odia       | ୍                |
| Gurmukhi                   | ੍                |
| Alphasyllabaire tamoul     | ்                |
| Alphasyllabaire télougou   | ్                |
| Alphasyllabaire kannada    | ್                |
| Alphasyllabaire malayalam  | ്                |
| Alphasyllabaire singhalais | ්                |
| Alphasyllabaire birman     | ်                |